# Cetheger
Die Cetheger waren eine patrizische Familie der römischen gens Cornelia, welche das Cognomen Cethegus führte.
Die Familie ist eventuell sabinischer, mit Gewissheit jedoch latinischer Herkunft. Sie stammt wahrscheinlich aus Gabii und wird in der mythologischen Entstehungsgeschichte Roms als eine der italischen Familien, genauer der Aborigines gesehen, welche – zusammen mit 50 trojanischen und acht oder neun albanischen Familien – die Vorfahren des römischen Volks bildeten. Ihre Stellung als Teil der autochthonen Bevölkerung zeigt sich möglicherweise in dem Umstand, dass einer der latinischen Gegner des Aeneas, des mythologischen Stammvaters der Römer, in Vergils Aeneis den Namen Cethegus trägt.
Die Cetheger waren für ihr Traditionsbewusstsein bekannt. Sogar ihr Name geht wahrscheinlich auf eine altertümliche Trageweise der Toga zurück (toga sine tunica), bei welcher diese um die Hüfte gewickelt wurde, sodass Arme und Schultern unbedeckt blieben, auch Cinctus Gabinus genannt. Sie scheinen außerdem eine besondere Verbindung zur altitalischen Göttin Juno gehabt zu haben, welche sich in ihrer Bau- und Stiftungstätigkeit als Konsuln und Zensoren in Rom sowie als Patrone in ihrer Heimat niederschlug.

## Römisches Republik
Obgleich die Familie erst im 3. Jahrhundert v. Chr. prominent in Erscheinung trat, war sie wahrscheinlich bereits seit Ende der Römischen Königszeit Teil der römischen Oberschicht.
Ihr bedeutendster Vertreter war Marcus Cornelius Cethegus, Zensor 209 v. Chr. und Konsul 204 v. Chr., der als der erste große Redner Roms galt, gefolgt von seinem Cousin Gaius Cornelius Cethegus, Konsul 197 v. Chr. und Zensor 194 v. Chr. Ein anderer Marcus Cornelius Cethegus erreichte 160 v. Chr. ebenfalls das Konsulat.
Danach verlor die Familie augenscheinlich an Bedeutung. Dies steht möglicherweise im Zusammenhang mit der Verurteilung eines ansonsten unbekannten Gaius Cornelius Cethegus wegen Vergewaltigung um 150 v. Chr. Jedenfalls finden sich Cetheger danach zwar weiterhin in senatorischen Positionen, jedoch nicht mehr in den höheren Rängen des cursus honorum.

## Kaiserzeit
In der römischen Kaiserzeit treten immer wieder Cetheger in Erscheinung, darunter am prominentesten Servius Cornelius Cethegus, Konsul 24, und Marcus Gavius Cornelius Cethegus, Konsul 170. Es besteht jedoch unzweifelhaft keine Kontinuität mit der republikanischen Familie, sondern handelt sich um das Wiederaufleben eines prestigeträchtigen Namens, eventuell verbunden mit einer modischen Renaissance ihrer Trageweise der Toga.
Möglicherweise sind die kaiserzeitlichen Cetheger Seitenlinien der Cornelii Lentuli, der Scipionen oder beider.

## Mitglieder
- Gaius Cornelius Cethegus (Konsul), römischer Konsul 197 v. Chr.
- Gaius Cornelius Cethegus (Senator)  († 63 v. Chr.), römischer Senator und Teilnehmer an der Catilinarischen Verschwörung
- Marcus Cornelius Cethegus (Konsul 204 v. Chr.) († 196 v. Chr.), römischer Politiker
- Marcus Cornelius Cethegus (Konsul 160 v. Chr.), römischer Politiker
- Marcus Gavius Cornelius Cethegus, römischer Konsul 170
- Publius Cornelius Cethegus (Konsul 181 v. Chr.), römischer Politiker
- Publius Cornelius Cethegus (Prätor), römischer Politiker, 2. Jahrhundert v. Chr.
- Publius Cornelius Cethegus (Senator) († vor 66 v. Chr.), römischer Politiker und Senator
- Servius Cornelius Cethegus, römischer Konsul 24